# Diogo Gonçalves
Diogo Gonçalves (* 6. Februar 1997 in Beja) ist ein portugiesischer Fußballspieler, der bei Real Salt Lake unter Vertrag steht. Er war portugiesischer Nachwuchs-Nationalspieler.

## Karriere
Gonçalves spielt primär als offensiver Flügelspieler. Er kann auch als Zehner und auf beiden Flügeln eingesetzt werden, sowohl als Außenmittelfeldspieler und -stürmer. Seine Stärke liege im linken Mittelfeld. In der Saison 2020/21 spielte Gonçalves bei Benfica Lissabon unter anderem auch als rechter Außenverteidiger.

### Vereine

#### Anfänge und Leihstationen
Der in Beja geborene Gonçalves begann seine Karriere 2005 in seinem Heimatort Almodôvar beim örtlichen Verein CD Almodôvar. Zwei Jahre später wechselte er zum FC Ferreiras, bevor er 2008 in die Jugend von Benfica Lissabon wechselte. Nach seiner Beförderung aus der Jugendmannschaft debütierte Gonçalves für die Reservemannschaft des Vereins, Benfica B als Einwechselspieler, wo er am 14. Februar 2015 beim 4:1-Heimsieg in der Segunda Liga gegen UD Oliveirense 20 Minuten lang spielte. Am 24. Mai erzielte er beim 2:1-Heimsieg gegen Vitória Guimarães B sein erstes Tor für Benfica B. Am 9. August 2017 debütierte Gonçalves in der A-Mannschaft von Benfica beim 3:1-Sieg gegen Sporting Braga in der Primeira Liga und gab am 18. Oktober bei der 0:1-Heimniederlage gegen Manchester United sein Debüt in der UEFA Champions League.
Am 14. Juni 2018 wechselte Gonçalves auf Leihbasis für die Saison 2018/19 zu Nottingham Forest in die EFL Championship mit der Option auf einen dauerhaften Transfer am Ende der Saison. Er kam beim 1:1-Unentschieden am ersten Spieltag bei Bristol City zu seinem einzigen Startelfeinsatz in der EFL Championship und wurde in der Folge von den Trainern Aitor Karanka und Martin O’Neill nur noch sporadisch eingesetzt, insgesamt in zehn Pflichtspielen bestehend aus Liga- und EFL-Cupspielen.
Zur Folgesaison wechselten Gonçalves und sein Benfica-Teamkollege Guga Rodrigues beide am 26. Juni 2019 zum Primeira-Liga-Aufsteiger FC Famalicão, die nach einem Vierteljahrhundert in die erste Liga Portugals zurückkehrte. Gonçalves konnte bei Famalicão zu einem festen Bestandteil der ersten Mannschaft werden und sorgte mit seiner Mannschaft als Aufsteiger für Furore in den ersten Monaten der Primeira Liga 2019/20, spielten temporär um die Meisterschaftsführung mit. Er wurde mit seiner Mannschaft Meisterschaftssechster und trug mit fünf Liga- und zwei Pokaltoren bei, auch zum Viertel- und Halbfinaleinzug des Taça de Portugal 2019/20. Gonçalves gehörte zu den offensiven Leistungsträgern der Mannschaft an und führte sie einmal als Mannschaftskapitän an.

#### Rückkehr zu Benfica und FC Kopenhagen
Im August 2020 kehrte Gonçalves nach einer Saison auf Leihbasis bei Famalicão zu Benfica zurück und verlängerte dort seinen Vertrag bis 2025. In der Saison 2020/21 konnte sich Gonçalves im ersten Profikader bei Benfica etablieren und erzielte sein erstes Tor für Benfica in der Primera Liga am 10. April 2021 gegen den FC Paços de Ferreira. Die folgenden eineinhalb Saisons kam er mehrheitlich als Einwechselspieler zum Einsatz und konnte sich nicht als Startelfspieler etablieren, daraus suchte Gonçalves eine neue Herausforderung.
Im Januar 2023 wechselte er zum dänischen Erstligisten FC Kopenhagen (FCK). Im März 2023 trug Gonçalves als Torschütze historisch auch zum höchsten Ligaspielsieg der FCK-Vereinshistorie in der dänischen Superliga bei, indem er mit seiner erzielten 1:0-Führung den 7:0-Rekordhöchstsieg einleitete. Im weiteren Verlauf des Jahres hatte Gonçalves maßgeblichen Anteil am Gewinn des dänischen Pokalwettbewerbs 2022/23, indem er ab dem Pokalhalbfinale der Schlüsselspieler seiner Mannschaft wurde. Mit zwei Torbeteiligungen spielte Gonçalves die 2:3-Halbfinal-Hinspielniederlage herunter und erzielte im Rückspiel als Einwechselspieler per Strafstoß das entscheidende Tor zum 5:3-Endstand und -Rückspielsieg, damit zogen sie ins Pokalfinale ein. Später im Pokalfinale erzielte er das einzige Tor des Finales und führte damit seinen Verein zum neunten dänischen Landespokaltriumph der Vereinsgeschichte, womit sie die Rekordpokalsiegermarke von Aarhus GF egalisierten.
Nach dem Landespokalsieg im Mai 2023 trug Gonçalves im weiteren Verlauf des Monats mit seinen weiteren erzielten Toren in der Superliga-Meisterrunde 2022/23 am vorletzten Spieltag zum vorzeitigen Gewinn der dänischen Meisterschaft bei. Am Ende der Meisterrunde war er nach Toren der offensive Leistungsträger seiner Mannschaft und wurde zweiterfolgreichster Torschütze der Meisterrunde 2022/23. Gonçalves hatte mit seinen erzielten Toren maßgeblichen Anteil am Erfolg des dänischen Doubles.

### Wechsel in die MLS
Im August 2024 wechselte Gonçalves zum MLS-Klub Real Salt Lake City.

### Nationalmannschaft
Gonçalves hat Portugal zwischen 2012 und 2018 auf verschiedenen Ebenen von den U15-Junioren bis hin zur U21 in insgesamt 71 U-Länderspieleinsätzen vertreten. Er nahm an den Endturnieren der U-17-Fußball-Europameisterschaft 2014, U-19-Fußball-Europameisterschaft 2016 und an der U-20-Fußball-Weltmeisterschaft 2017 teil. Beim letztgenannten Endturnier gehörte Gonçalves zu den zehnt-erfolgreichsten Torschützen des Turnierverlaufs. Im U21-Qualifikationsturnier zwischen 2017 und 2018 der U-21-Fußball-Europameisterschaft 2019 war er der erfolgreichste Scorer mit 14 Scorerpunkten bestehend aus erzielten sieben Toren und sieben Torvorlagen, trotz der Umstände verpasste Gonçalves mit der U21 Portugals in den Play-offs die Endqualifikation.

## Erfolge
- Benfica Lissabon
  - Juniorenmannschaften
    - Portugiesische C-Jugendmeisterschaft: Meister 2012
    - Portugiesische B-Jugendmeisterschaft: Meister 2013[26]
    - UEFA Youth League: Finalist 2017[1]

  - A-Profimannschaft
    - Portugiesischer Fußball-Supercup: Sieger 2017 (ohne Einsatz)[27]
    - Primeira Liga: Vizemeister 2018, Meister 2023 1
    - Taça de Portugal: Finalist 2021
    - Taça da Liga: Finalist 2022[1]

- FC Kopenhagen
  - Dänischer Fußballpokal: Sieger 2023
  - Dänische Fußballmeisterschaft: Meister 2023

- Individuell
  - Man of the Match in Primeira Liga (LPFP): 32. Spieltag der Saison 2019/20[28]
  - Gewählt in die beste Elf des Spieltages der Primeira Liga (Fan-Wahl): 23. Spieltag der Saison 2020/21[29]